# Lunditendipes tropicum
Lunditendipes tropicum är en tvåvingeart som beskrevs av Harrison 2000. Lunditendipes tropicum ingår i släktet Lunditendipes och familjen fjädermyggor.
Artens utbredningsområde är Zimbabwe. Inga underarter finns listade i Catalogue of Life.